# Anson G. McCook

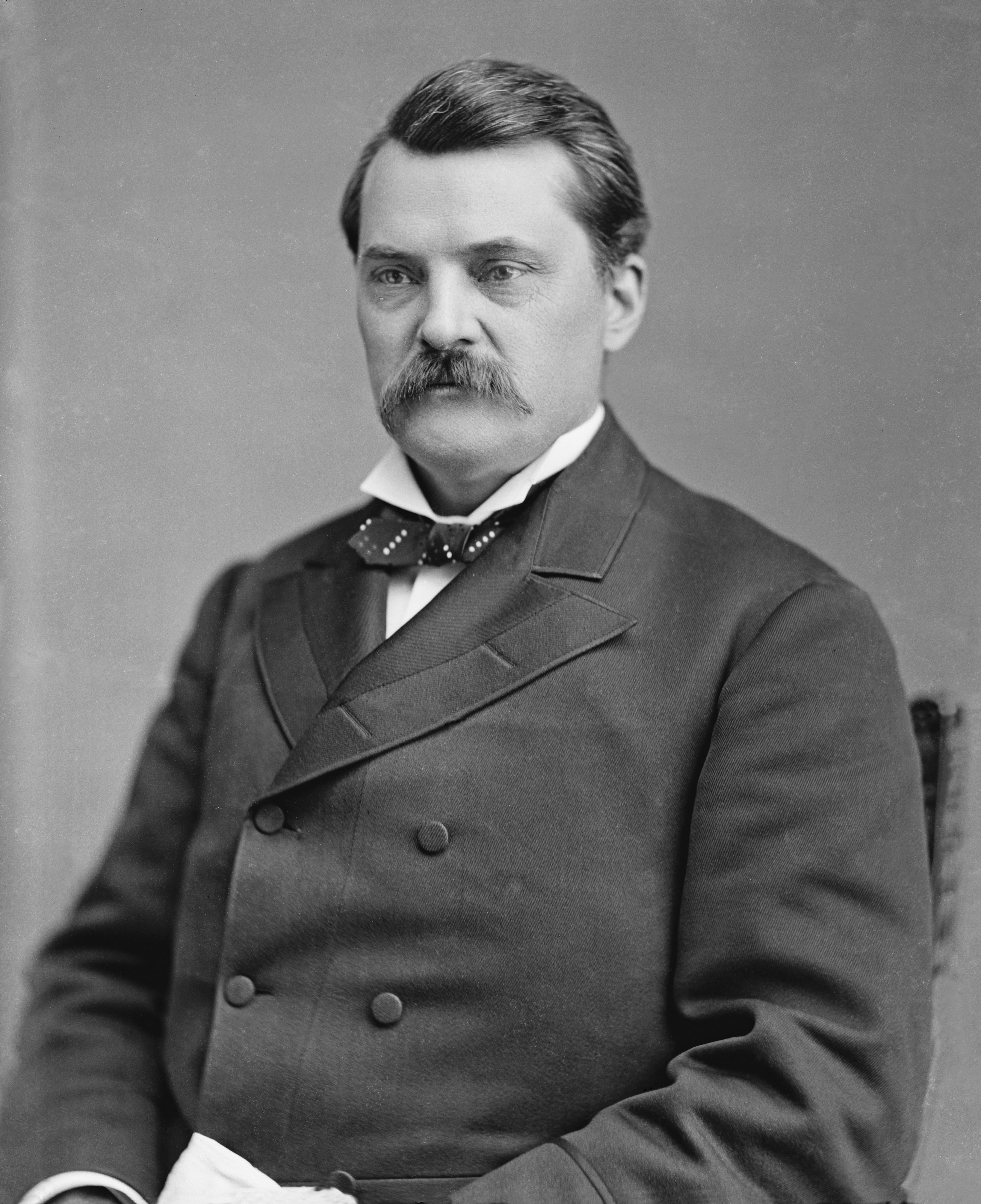
Anson G. McCook

Anson George McCook (* 10. Oktober 1835 in Steubenville, Ohio; † 30. Dezember 1917 in New York City) war ein US-amerikanischer Offizier und Politiker. Zwischen 1877 und 1883 vertrat er den Bundesstaat New York im US-Repräsentantenhaus; zuvor bekleidete er während des Bürgerkrieges den Rang eines Brevet-Brigadegenerals im Heer der Union.

## Leben
Anson McCook besuchte die öffentlichen Schulen seiner Heimat. In den Jahren 1850 bis 1852 arbeitete er als Apothekenangestellter (Drug Clerk) in Pittsburgh. Anschließend kehrte er für kurze Zeit nach Ohio zurück, wo er als Lehrer unterrichtete. Zwischen 1854 und 1859 lebte er in Kalifornien und dem Gebiet des späteren Staates Nevada, wo er im Bergbau tätig war. 1859 kehrte er in den Osten zurück. Nach einem anschließenden Jurastudium und seiner 1866 erfolgten Zulassung als Rechtsanwalt begann er in diesem Beruf zu arbeiten. Zwischenzeitlich diente er während des Bürgerkrieges von 1861 bis 1865 im Heer der Union. Dort stieg er bis zum Brevet-Brigadegeneral auf. Im Verlauf des Krieges war er an zahlreichen Schlachten beteiligt, darunter die Erste Schlacht am Bull Run, die Schlacht bei Perryville, die Schlacht am Stones River, die Schlacht von Chattanooga sowie der Atlanta-Feldzug. Erwähnenswert ist noch, dass mindestens 16 seiner Familienmitglieder, die als Fighting McCooks in die Geschichte des Bürgerkrieges eingingen, ebenfalls in den Unionstruppen kämpften. Sechs von ihnen erreichten den Rang eines Brigadegenerals oder einen noch höheren Generalsrang.
Im November 1865 wurde McCook im 16. Finanzbezirk des Staates Ohio zum Leiter der Steuerbehörde ernannt. Seit Mai 1873 lebte er in New York City, wo er als Anwalt praktizierte. Dort gründete er auch die Zeitschrift Law Journal und wurde Präsident der New York Law Publishing Co. Diesen Posten bekleidete er bis zu seinem Tod. Politisch schloss er sich der Republikanischen Partei an. Bei den Kongresswahlen des Jahres 1876 wurde er im achten Wahlbezirk von New York in das US-Repräsentantenhaus in Washington, D.C. gewählt, wo er am 4. März 1877 die Nachfolge von Elijah Ward antrat. Nach zwei Wiederwahlen konnte er bis zum 3. März 1883 drei Legislaturperioden im Kongress absolvieren.
Im Jahr 1882 wurde McCook von seiner Partei nicht mehr zur Wiederwahl nominiert. Zwischen 1883 und 1893 war er beim US-Senat als Secretary angestellt; von 1895 bis 1898 übte er das Amt des Chamberlain of the City of New York aus. Er starb am 30. Dezember 1917 in New York City.